# كلاي أليسون
كلاي أليسون (بالإنجليزية: Clay Allison)‏ هو راعي البقر أمريكي، ولد في 2 سبتمبر 1840 في تينيسي في الولايات المتحدة، وتوفي في 3 يوليو 1887 في بيكوس في الولايات المتحدة.